# Lentisqueira
Lentisqueira é uma localidade pertencente à Freguesia de Mira, do Concelho de Mira. Tinha em 1996 um total de 378 habitantes. Tem como orago Nossa Senhora do Amparo.

## História
A origem etimológica de Lentisqueira vem de lentiscal, terreno onde cresciam lentiscos, plantas aromáticas da família das anacardiácias, dicotiledóneas, lenhosas, de fruto drupáceo, também conhecidas por almecegueiras ou aroeiras.
Na antiguidade este espaço estava compreendido numa grande mancha de água, chamado de lago ou mar senoniano. Hoje, ainda em termos geológicos consta de pequena mancha de plistocénico, com depósitos de praias antigas e terraços pluviais e outra parte por dunas e areias eólicas.
Há vestígios na zona da passagem de povos de diversas etnias. A escassos 2 km ou 3 km da Lentisqueira apareceram vestígios da época romana, nomeadamente materiais de construção (tegulae, ímbrices e moedas do século IV). 
Mais tarde, esta zona foi habitada por moçárabes, inserida numa zona mais vasta que foi mesmo um dos principais focos de moçarabismo da Península Ibérica. 
Depois da conquista de Coimbra aos árabes em 1064 o território onde se integra a Lentisqueira foi, por determinação de D. Sisnado, entregue ao moçárabe Zalema Godinho, sendo mais tarde a posse confirmada por D. Raimundo e D. Urraca para estas terras serem povoadas desde a ribeira da Varziela até à Fonte de Caraboi (precisamente no território que integra as actuais povoações de Lentisqueira, Colmeal e Cavadas).